# Луценко Володимир Степанович
Володи́мир Степа́нович Луце́нко — капітан Збройних сил України, учасник російсько-української війни. Військова частина, де ніс службу у мирний час, знаходиться в Житомирській області.

## Нагороди
8 серпня 2014 року — за особисту мужність і героїзм, виявлені у захисті державного суверенітету та територіальної цілісності України, вірність військовій присязі під час російсько-української війни, відзначений — нагороджений орденом Богдана Хмельницького III ступеня.